# Dennistoun Burney
Charles Dennistoun Burney, född 28 december 1888, död 11 november 1968, var en brittisk sjöofficer och uppfinnare.
Burney konstruerade under första världskriget paravanen som under andra världskriget fick en mycket stor betydelse för kriget till sjöss och konvojtjänsten. Mindre betydelse fick Burneys konstruktion 1924-1929 av det första moderna luftskeppet i Storbritannien R 100, en zeppelinare. Med Burney ombord gjorde R 100 visserligen i augusti 1930 en resa Storbritannien-Kanada och tillbaka men erfarenheterna var inte gynnsamma och sedan systerfartyget R 101 förolyckats 5 oktober 1930 skrotades R 100. Burney blev senare kommendörkapten av andra graden i flottans reserv, och arbetade under andra världskriget med olika konstruktionsarbeten. 1922-1929 var han konservativ ledamot av underhuset. Burney utgav bland annat The World, the air and the future (1929).